# Залесиці-Кольонія (Лодзинське воєводство)
Залесиці-Кольонія (пол. Zalesice-Kolonia) — село в Польщі, у гміні Сулеюв Пйотрковського повіту Лодзинського воєводства.
Населення — 194 особи (2011).
У 1975-1998 роках село належало до Пйотрковського воєводства.

## Демографія
Демографічна структура станом на 31 березня 2011 року:
|          | Загалом | Допрацездатний вік | Працездатний вік | Постпрацездатний вік |
| -------- | ------- | ------------------ | ---------------- | -------------------- |
| Чоловіки | 95      | 21                 | 63               | 11                   |
| Жінки    | 99      | 16                 | 65               | 18                   |
| Разом    | 194     | 37                 | 128              | 29                   |